# Cap de colla
El cap de colla és la persona encarregada de dirigir un grup de persones reunides per una tasca concreta. En el camp de la cultura popular catalana, tenen molta importància en l'organització interna de les:
- Colles castelleres, on és el màxim responsable tècnic de la colla,[1][2] normalment al cap d'una junta tècnica que s'encarreguen de coordinar els assajos de la colla i determinar la posició que ocupa cada casteller dins del castell. Antigament els caps de colla portaven també la direcció dels aspectes econòmics, organitzatius i administratius de la colla, que actualment solen ser responsabilitat del president i la junta de la colla.
- Colles geganteres, on és el geganter que s'encarrega de coordinar i dirigir la colla durant les sortides dels gegants.
- Colles bastoneres, on és el que dona l'ordre d'acabar el ball. Normalment aquest sol ser el banderer de la colla.